# 마란츠
마란츠(Marantz)는 하이엔드 오디오 제품을 개발하고 판매하는 기업이다. 처음에 마란츠는 미국의 뉴욕에서 설립되었으나 지금은 일본에 설립이 되어 있다.
마란츠의 최초 오디오 제품은 사울 마란츠가 뉴욕 큐가든스 힐에 있는 자신의 집에서 디자인하고 개발했다. 이 기업은 고충실도의 오디오 시스템 개발에 중대한 영향을 미쳤으며 1970년대 중순부터 말까지 성공의 정점에 도달했다.
1980년대 필립스가 소유하는 동안, 콤팩트 디스크 기술의 선구자 마란츠는 매우 호평이 좋았던 CD 플레이어를 일부 판매했으나 이 계열의 다른 제품들은 과거에 성공적이지 못했다. 1990년대 초를 기점으로 마란츠는 더 하이엔드급의 부품들에 집중했다. 2001년, 일본마란츠는 필립스로부터 브랜드를 인수하였고 모든 모든 판매 지사들을 소유하였다.
2002년, 마란츠는 경쟁사 데논과 합병하여 D&M 홀딩스를 세운 뒤 사명을 D+M 그룹으로 변경하였다. 2017년 3월 1일, 사운드 유나이티드 LLC는 D+M 홀딩스의 인수를 마무리지었다.

## 제품

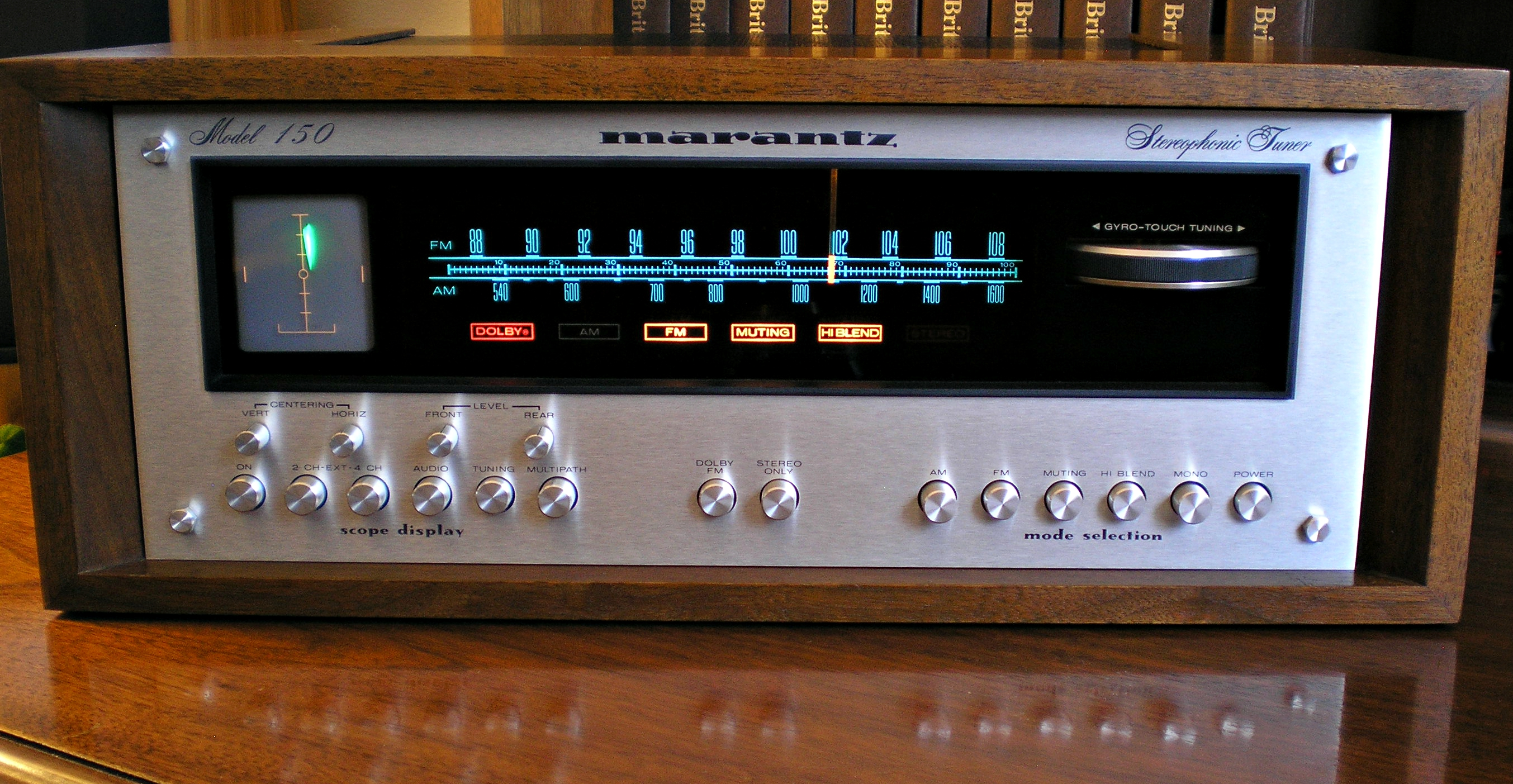
오실로스코프가 장착된 마란츠 150 튜너 (1975-1978)

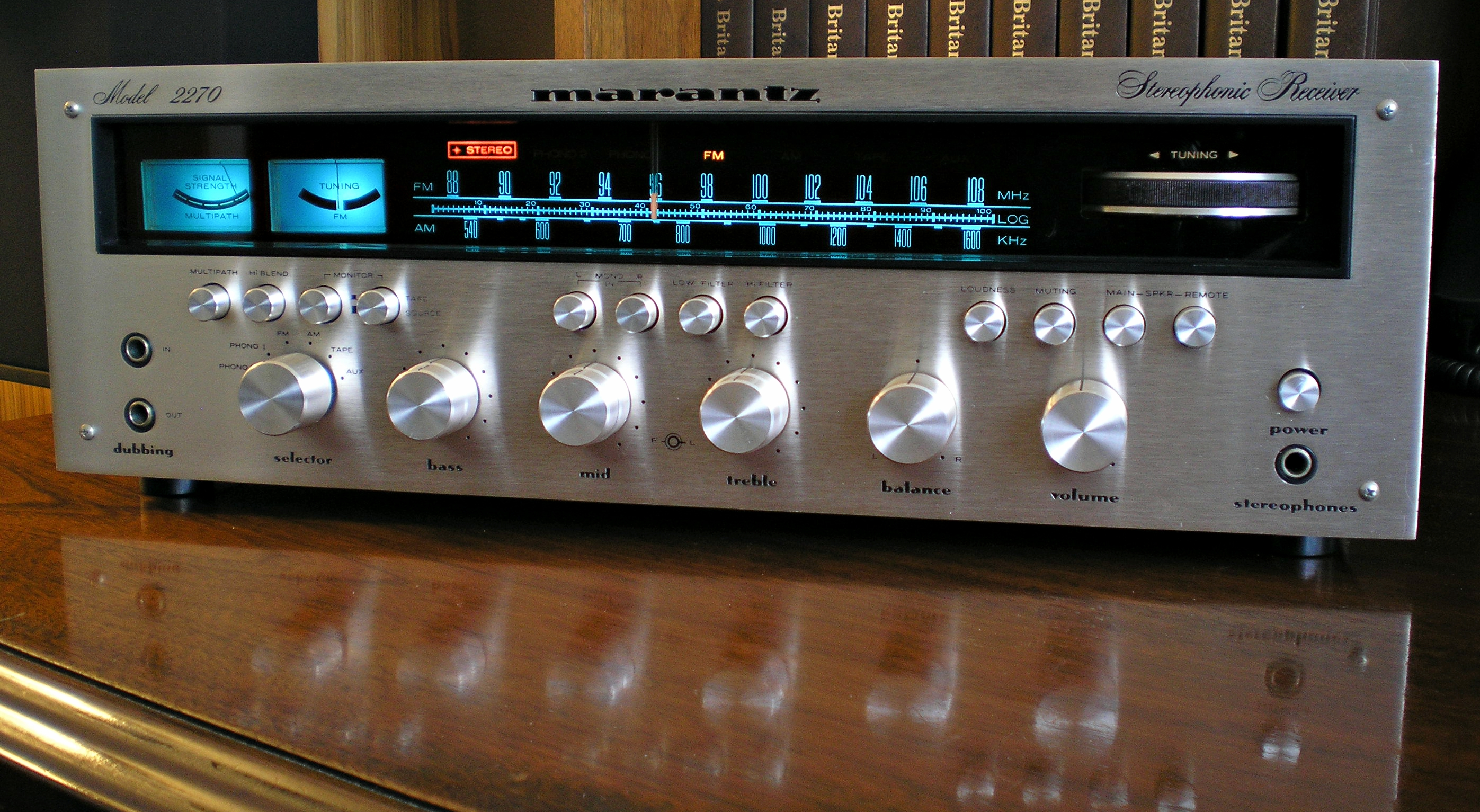
마란츠 2270 리시버

선별된 제품:
- Marantz 2325 Receiver
- Marantz 5420 Cassette Deck
- Marantz 2600 – Marantz's most powerful receiver
- Marantz HD77 – Four-way, high-fidelity loudspeaker system
- Marantz PMD-660 – solid-state recorder
- Marantz CD63, CD63SE and variants - iconic CD player range
- Marantz UD7007 - Universal HD 블루레이 디스크 player
- Marantz PM-KI Ruby - Ken Ishiwata signature reference 2 channel integrated amplifier
- Marantz MM8077 - 7 channel amplifier with XLR and RCA inputs
- Marantz M-CR612 - Network CD  receiver
- Marantz SR7011 - 9.2 Channel Network Receiver
- Marantz SR8012 - 11.2 Channel Network AV Receiver
- Marantz SR8015 - 11.2 Channel Network Flagship AV Receiver
- Marantz AV8805 - 13.2 Channel Network AV Pre-Amplifier